# Hernando de Saavedra (oidor)
Hernando de Saavedra o bien Fernando de Saavedra y nacido como Fernando de Saavedra Dorado y del Río Vázquez de Aguilar (Valle de Oro de Galicia, Corona de España, ca. 1520-¿Madrid?, Corona de España, después de 1601) fue un licenciado en leyes y funcionario español que estuvo provisionalmente a cargo del gobierno del Virreinato del Perú como presidente de la Real Audiencia de Lima en el año 1564.

## Biografía

### Origen familiar y primeros años
Hernando de Saavedra había nacido hacia 1520 en Valadouro del Reino de Galicia, el cual formaba parte de la Corona de España, siendo hijo del licenciado Gome Dorado del Río y Saavedra (n. Villa Juan de Galicia, Corona castellana, ca. 1475) y de Sancha Vázquez de Aguilar (n. ib., ca. 1485).
Se convirtió en un licenciado en leyes hacia 1541 y como tal ocupó el cargo de oidor del Consejo de Indias.

### Viaje a la América española
Alrededor del año 1543 pasó al Virreinato del Perú para ocupar el mismo puesto en la Real Audiencia de Lima. Tras la muerte del virrey-conde Diego López de Zúñiga y Velasco, al día siguiente el gobierno pasó por quinta vez a manos de la audiencia limeña, el 20 de febrero de 1564.
De acuerdo a la ley, debía asumir su presidencia el oidor decano —es decir, el de más antigüedad— recayendo tal responsabilidad en Hernando de Saavedra por segunda vez, ya que en el año 1561 había tenido que asumir unos días como presidente interino de la audiencia, desde el 30 de marzo al 17 de abril, hasta la llegada del antes citado virrey.
Los otros oidores eran los juristas Álvaro Ponce de León, Juan Salazar de Villasante y Juan de Matienzo, este último era el más reciente de todos.

### Presidente-gobernador interino del Virreinato del Perú
La real audiencia debía esperar la llegada del licenciado Lope García de Castro, nombrado el 16 de agosto de 1563 como visitador del virreinato con expresas órdenes de destituir al Conde de Nieva, cuya conducta desarreglada había llegado a oídos del rey Felipe II, y de esta manera asumir de forma interina el gobierno virreinal. 
Durante este interregno se realizaron los funerales del malogrado virrey Conde de Nieva, que fue sepultado provisionalmente en la iglesia de San Francisco. La audiencia también investigó las circunstancias misteriosas en las que se produjo la muerte del virrey, al haberse difundido rápidamente el rumor de que había sido asesinado por orden de un prominente vecino de Lima, por cuestión de celos.
Cuando el funcionario García de Castro llegó a Lima, ya hacía meses que el virrey había fallecido, y el presidente gobernador interino Hernando de Saavedra le entregó el mando el 22 de septiembre de 1564, dejando resolución de dicha investigación judicial en manos del nuevo gobernador interino y presidente de la audiencia limeña, quien finalmente decidió archivar el caso.

### Fallecimiento
Finalmente el oidor Hernando de Saavedra testó el 20 de junio de 1600 ante el notario Francisco Suárez dejando por herederos a los tres hijos que le sobrevivieron, muy probablemente en Madrid después del año 1601.

## Matrimonios y descendencia
El oidor Hernando de Saavedra Dorado y del Río Vázquez de Aguilar se había unido en matrimonio dos veces:
1- En primeras nupcias con Ana de la Peña (n. ca. 1530), con quien tuvo por lo menos dos hijos:
- Gaspar de Saavedra y de la Peña[3][5][6] (n. ca. 1555) era un licenciado[3] del Consejo de Indias[3] que ocupó el cargo de oidor de la Real Chancillería de Granada.[3]
- Constanza de Saavedra[5] (n. ca. 1565 - f. antes de 1600) que no sobrevivió a su padre por no figurar en su testamento del año 1600.[6]

2- En segundas nupcias con Leonor de Leyva y Miranda (n. Burgos, ca. 1548), cuyos padres eran Cristóbal de Miranda y Leonor de Leyva, y con quien también tuvo por lo menos dos hijos:
- Leonor de Saavedra[6] (n. Madrid,[6] 20 de julio de 1585 - f. después de 1661)[6] que testó el 8 de noviembre de 1660,[6] dejando como herederos a sus dos hijos: Íñigo[6] y Fernando.[6]
- Fernando de Saavedra Dorado y del Río[7][8][9] (Madrid,[10] e/ enero y abril de 1587[10] - Murcia,[10] 1645) que había sido bautizado en la parroquia de San Martín[9] el 20 de abril[10] del año de nacimiento, se recibió en la Universidad de Alcalá[9] como licenciado en Leyes[9] y posteriormente, a los 47 años de edad, fue nombrado en Madrid como caballero de la Orden de Santiago[8] desde el 5 de agosto de 1634.[8] Al acabar su licenciatura fue enviado a la América española hacia 1610 como oidor[7][9] sucesivo de la Real Audiencia de Bogotá[10][9] y luego de la de Lima,[7][9] y allí se unió en matrimonio con Catalina de Bermeo y Alcega[7][9] (n. México,[7] ca, 1597) —cuyos padres fueran Martín de Bermeo[7] (n. Vitoria,[7] ca. 1567 - f. ca. 1603) y Catalina de Alcega y Alquicia[7] (n. Fuenterrabía,[7] ca. 1577), una nieta del caballero-comendador santiaguista Juan de Alcega, quien se volviera a casar en su ciudad natal el 14 de noviembre de 1604 con Martín Sáenz de Zuloaga y Ubilla y que el 10 de enero de 1623[10] testara en Quito— y tuvieron un hijo llamado Juan de Saavedra[2][8][9] (n. Bogotá,[7] ca. 1617) que a la muerte de su padre,[9] por real cédula, fuera nombrado caballero de Santiago[8][9] desde el 19 de marzo[8] de 1646.[9] Además en España, Fernando ocupó los cargos de diputado[8] en 1635 y en 1636,[8] como oidor hacia 1640 de la Real Chancillería de Valladolid[10] y el último que ejerció fue el de corregidor de Murcia,[10] hasta su fallecimiento.[10]